# Mina Fossati
| Recensione       | Giudizio |
| ---------------- | -------- |
| Rockol           |          |
| Newsic           |          |
| All Music Italia |          |

Mina Fossati è un album collaborativo della cantante italiana Mina e del cantautore italiano Ivano Fossati, pubblicato il 22 novembre 2019 dalla PDU, Il Volatore e distribuito da Sony Music. Il disco è composto da 11 tracce, tutte scritte da Fossati appositamente per Mina.

## Descrizione
Nel 1997 Mina e Fossati avevano pensato di realizzare un album insieme, si erano incontrati in un ristorante di Milano e avevano trovato un accordo sul progetto, che però non andò mai in porto, anche a causa della mancanza di entusiasmo dimostrato dai discografici. Come ha raccontato Fossati nella presentazione del disco, nel 2017 Mina lo chiama confessandogli che stava ancora pensando a questo progetto.
Dopo un'iniziale titubanza, dovuta alla sua decisione di ritirarsi definitivamente dalle scene nel 2011, Fossati accetta, spinto anche dalla moglie, la quale gli ha giurato di divorziare se avesse rifiutato la proposta di Mina. Così, dal 2017 fino al 2019, Fossati ha scritto 12 canzoni appositamente per questo progetto, sotto i consigli della Tigre di Cremona, la quale "non canta qualsiasi cosa", come ha affermato il cantautore. Tra queste 12 canzoni, solo una è stata scartata perché ritenuta da entrambi "troppo dolciastra".
Fossati ha rivelato che Mina è una persona adorabile, che non ha mai imposto le sue idee, ma anzi, gliele proponeva dicendo: "secondo me si potrebbe fare così, ma se non vuoi io la canto lo stesso". A tal proposito, il cantautore ha confessato di non aver dormito due notti per realizzare un suo suggerimento.
Fossati ha anche dichiarato: «La particolarità di Mina è che alla base di ogni sua emissione, ogni sua nota, c'è il pensiero. Spesso mi ritrovavo a incidere di nuovo la mia voce dopo aver sentito la registrazione di Mina, non è che fosse una gara, è chiaro, ma sentire lei mi spingeva continuamente a migliorarmi. Io inoltre ho bisogno di molte sillabe brevi e di note brevi, di una maggiore concentrazione di parole dunque, lei invece al contrario ha bisogno di note lunghe e di meno sillabe: la mia sfida è stata lavorare sui concetti per renderglieli più cantabili. Lei non ha preteso niente, ha un rispetto totale della mia scrittura, ma io volevo fare nel migliore dei modi, a costo di star sveglio due notti ad abbreviare qualche verso per riuscire a non modificare il senso di un passaggio cruciale di una canzone».
Il disco è composto da 11 tracce nella versione standard e 14 nella versione deluxe. Si passa dalle ballad al R&B, dal blues al rock, dal funk, soul alle voci robotiche e ai ritmi africani. Il filo conduttore dell'album è il tema del presente. Tutte le canzoni sono state scritte da Ivano Fossati, gli arrangiamenti sono di Massimiliano Pani, figlio di Mina, gli archi diretti da Celso Valli. Le immagini del disco sono state realizzate da Mauro Balletti e la grafica è stata curata da Giuseppe Spada. Il titolo è stato deciso da Mina fin dall'ideazione del progetto. La canzone preferita di Mina è "L'infinito di stelle", mentre quella di Ivano Fossati "L'uomo perfetto".

### Edizioni
L'album è disponibile in 7 versioni: Digipak, Deluxe Hardcover Book, Vinile (Black), Vinile (Coloured), Special Vinyl Box Set Edition, Streaming e Download digitale. La versione deluxe contiene 3 tracce bonus: due versioni di "Settembre", l'originale di Fossati e una interpretata da Mina, e una versione con archi de "La guerra fredda".

## Promozione
L'album è stato annunciato ufficialmente il 24 settembre 2019. Il 6 novembre è stato pubblicato il primo estratto "Tex-Mex", con relativo videoclip di Mauro Balletti. Nello stesso giorno è stato diffuso il nuovo trailer del film La dea fortuna di Ferzan Özpetek, in cui fa da colonna sonora il brano Luna diamante contenuto nel disco e pubblicato successivamente come secondo singolo il 14 dicembre.
Il 18 novembre è stato realizzato un evento di presentazione del disco al Conservatorio di Milano, con la presenza di Ivano Fossati e Massimiliano Pani. Il 24 novembre è andato in onda su Rai 1 lo speciale "Mina Fossati: così vicini, così lontani" realizzato da Vincenzo Mollica.
Il 17 gennaio 2020 è stato pubblicato il terzo estratto: L'infinito di stelle. Per il rilancio dell'album nell'autunno 2020 si era inizialmente optato per la pubblicazione di una special edition con nuovi inediti e un secondo disco contenente i successi dei due artisti, ma alla fine si è preferito dare spazio ad un nuovo progetto e rilanciare l'album con un quarto singolo: "Ladro", pubblicato in radio il 16 ottobre 2020.

## Accoglienza
L'album è stato accolto positivamente dalla critica e dalla stampa. Nel giorno di pubblicazione, Mina Fossati ha raggiunto la 3ª posizione su iTunes Italia ed è entrato nelle classifiche di paesi come Spagna, Francia, Svizzera, Stati Uniti. C'è chi lo ha definito "un progetto destinato a fare scuola e storia". Rockol ha valutato il disco con 4 stelle su 5, Newcic con 8/10, All Music Italia con un punteggio di 6/10 definendolo un gran disco, di altà qualità, con testi interessanti ma che, al suo interno, non contiene nessuna canzone che spicca realmente. La Stampa ha elogiato il disco, in particolare il brano "Come volano le nuvole". Famiglia Cristiana lo ha definito "quasi un capolavoro".

## Tracce
Testi e musiche di Ivano Fossati.
1. L'infinito di stelle – 3:44
2. Farfalle – 2:59
3. Ladro – 3:51
4. Come volano le nuvole – 4:14
5. La guerra fredda – 4:24
6. Luna diamante – 4:34
7. Tex-Mex – 4:03
8. Amore della domenica – 4:04
9. Meraviglioso, è tutto qui – 3:16
10. L'uomo perfetto – 4:18
11. Niente meglio di noi due – 3:43

Versione deluxe
1. Settembre (Mina) – 3:21
2. Settembre (Ivano Fossati) – 3:07
3. La guerra fredda (con archi) – 4:25

## Classifiche

### Classifiche settimanali
| Classifica (2019) | Posizione massima |
| ----------------- | ----------------- |
| Italia            | 2                 |
| Svizzera          | 26                |

### Classifiche di fine anno
| Classifica (2019) | Posizione |
| ----------------- | --------- |
| Italia            | 24        |
| Classifica (2020) | Posizione |
| Italia            | 88        |